# 阿爾波特山
68°1′S 56°27′E / 68.017°S 56.450°E
阿爾波特山（英語：Mount Allport）是南極洲的山峰，位於肯普地，處於萊斯利峰以西的萊基山脈，由澳大利亞南極名稱諮詢委員會命名，現時由南極條約體系管理。